# Мухамед Бузизи
Мухамед Бузизи (фр. Tarek el-Tayeb Mohamed Bouazizi, арап. طارق الطيب محمد البوعزيزي) био је улични продавац воћа из Туниса, чије је јавно самоубиство 17. децембра 2010, након претрпљене полицијске бруталности, изазвало талас демонстрација које су прерасле у Туниску револуцију и шире Арапско пролеће против аутократских режима у северној Африци и на Блиском истоку.

## Биографија
Мухамед Бузизи рођен је 29. марта 1984. у сиромашној радничкој породици са седморо деце, у градићу Сиди Бузид у Тунису. Пошто је већ са 3 године остао без оца, од десете године почео је да ради разне послове, а пре пунолетства напустио је школу и почео да ради као улични продавац воћа и поврћа, како би прехранио породицу; месечно је зарађивао до 140 долара, од чега је издржавао мајку, ујака и четири сестре, школујући једну од њих на универзитету.
Иако за продају пољопривредних производа са колица на улици у Тунису није потребна дозвола, Мухамед је редовно био изложен малтретирању локалне полиције, која му је пленила робу и изнуђивала мито. 17. децембра 2010. локална општинска инспекторка поново му је запленила колица са робом вредном око 200 долара, коју је набавио на вересију; на његове протесте, инспекторка га је јавно ошамарила и пљунула у лице, а затим су га њени пратиоци оборили и изударали ногама. Мухамед је без успеха затражио пријем код градоначелника, а затим је изашао на друм пред општином, полио се бензином и запалио, мање од сат времена након претрпљеног понижења. Умро је од задобијених опекотина 4. јануара 2011, не долазећи свести.

## Последице
Само неколико сати након Мухамедовог самоспаљивања, више хиљада његових суграђана изашло је на улице и сукобило са са полицијом; за неколико дана насилне демонстрације против полицијске бруталности, корупције и диктаторског режима прошириле су се на престоницу. Мухамед је сахрањен у родном граду, у пратњи преко 5.000 суграђана; вест о његовој смрти и полицијској бруталности у Тунису обишла је свет, изазвавши опште згражање и осуду у штампи и званичним круговима у САД и земљама Европске уније. Пред таласом народног гнева туниски председник Бен Али, који је владао аутократски од 1987, 14. јануара 2011. избегао је са породицом у Саудијску Арабију, чиме је диктатура у Тунису коначно срушена.